# 광학 트랙패드

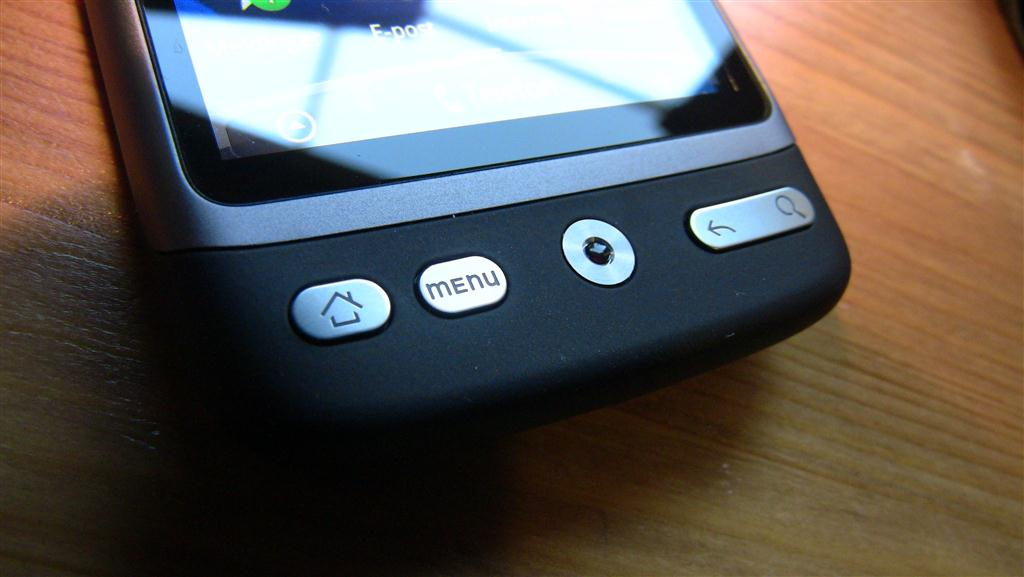
HTC 디자이어의 광학 트랙패드(여기서는 화면 아래 다른 버튼의 물리적 탐색 막대 중앙에 있는 은색 디스크)

광학 트랙패드(optical trackpad)는 그 위에서 움직이는 손가락의 변위를 감지하는 광학 센서를 기반으로 하는 입력 장치이다. 이 센서는 일반적으로 스마트폰에서 십자 패드(D패드)를 대체하고, 울트라포터블 또는 울트라 모바일 PC에서 터치패드, 포인팅 스틱 또는 트랙볼을 포인팅 장치로 대체하는 데 사용된다.
D패드에 비해 주요 장점은 다음과 같다.
- 다양한 속도로 360도 움직임을 추적할 수 있다.
- 누르기 힘든 작은 버튼이 필요 없어 공간을 효율적으로 활용한다.

메뉴를 탐색하는 것 외에도 포인트 앤 클릭 인터페이스에서 마우스 커서를 구동할 수 있다.
터치패드와 비교하면 터치되는 영역의 중심이 변하는 대신 실제 피부 변위를 감지하며 경험을 사용하여 포인팅 스틱이나 소형 트랙볼과 유사하지만 물리적 피드백이 적다.